# Rožič
Rožič je 172. najbolj pogost priimek v Sloveniji, ki ga je po podatkih Statističnega urada Republike Slovenije na dan 31. decembra 2007 uporabljalo 987 oseb, na dan 1. januarja 2011 pa 984 oseb in je med vsemi priimki po pogostosti uporabe zavzemal 173. mesto. Priimek Rožič je nastal iz imena Erazem. Rožič je tudi rastlina (Ceratonia siliqua), katere plodove se uporablja v kulinariki podobno kot kakav.
- Anton Rožič (~1787—1824), pisec literarne zgodovine
- Boštjan Rožič (*1974), geolog
- Brigita Rožič, fizičarka?
- Emil Rožič (Emil Rotschütz) (1836—1909), čebelar, graščak
- Jakob Rožič (*1939), družbeni, kulturni in politični delavec
- Janko Rožič (*1959), arhitekt, publicist
- Jože Rožič (*1951), alpinist, himalajec, gorski reševalec
- Ladislav Rožič (1957—2025), sindikalist
- Luka Rožič, plezalec/alpinist?
- Marjan Rožič (1932—2017), politik in politolog (mdr. ljubljanski župan)
- Marijan Rožič (*1938), letalec-pilot in generalmajor JLA
- Mihael Rožič/Rosi (1913—1978), profesor klasičnih jezikov, ravnatelj
- Mojca Rožič, pediatrinja infektologinja
- Peter Rožič (*1974), hokejist
- Peter Rožič (*1977), jezuit, teolog, filozof, politolog
- Petra Žvab Rožič, geologinja
- Štefan Rožič, bohinjski lovec, eden izmed štirih prvopristopnikov na Triglav (1778)
- Tone Rožič (1952—2011), nogometaš
- Valentin Rožič (1878—1935), politik in publicist (zgodovinar in geograf)
- Vesna Rožič (*1987), šahistka
- Zoran Rožič (*1964), slikar, pesnik in fotograf